# Can Casildo
Can Casildo és una masia del municipi de Cervelló (Baix Llobregat) inclosa en l'Inventari del Patrimoni Arquitectònic de Catalunya.

## Descripció
És una masia de planta rectangular amb planta baixa i un pis i teulada a dues vessants. Davant té un pati des d'on s'articulen altres construccions auxiliars. La façana principal té la porta d'entrada rectangular emmarcat per dovelles; a la dreta de la porta hi ha dues finestres enreixades. En el primer pis hi ha altres tres obertures, les dues laterals són balcons i la central és una finestra quadrada. A la façana també hi ha un rellotge de sol. A l'interior es conserva els paviments originals i ceràmica esmaltada amb la figura de sant Josep, entre d'altres.